# Мані Лейб Брагинський
Мані Лейб — (справжнє ім'я Мані Лейб Брагинський; 20 грудня 1883, Ніжин, Російська імперія — 4 жовтня 1953, Нью-Йорк, США) — американський поет українського єврейського походження, що писав на їдиші та англійською, перекладав з російської.

## Життєпис
Народився 1883 року в місті Ніжин у бідній родині. До 11 років навчався в хедері, потім пішов в учні до шевця, п'ять років потому став господарем майстерні. Тоді ж вступив в революційний рух — почав з української соціалістичної партії, потім був есером, анархістом, соціал-демократом.
У 1904 році заарештований, кілька місяців сидів у в'язниці. Після другого арешту в тому ж році втік до Англії, де взяв участь у революційному русі емігрантської молоді та під впливом І. Х. Бреннера вперше надрукував свої вірші в соціалістичному тижневику «Ді найе цайт».
У 1905 році переїхав до США, оселився в Нью-Йорку. Працював на взуттєвій фабриці, багато друкувався в єврейських газетах і журналах. Мані Лейб був яскравим поетом в русі символістів Ді юнге. Поглядам руху Мані Лейб залишився вірний і після Першої світової війни, коли більшість його учасників пішли іншими шляхами.
У 1918 році в Нью-Йорку вийшли кілька збірок віршів Мані Лейба: «Лідер» («Вірші»), «Баладн» («Балади»), «Ідіше ун славіше мотівн» («Єврейські та слов'янські мотиви»). Вельми тривало співпрацював з газетою «Форвертс»: тут надруковано його перший по приїзді в США вірш, а з 1946 рік, захворівши на туберкульоз і пішовши з фабрики, він став постійним співробітником газети.

## Творчість

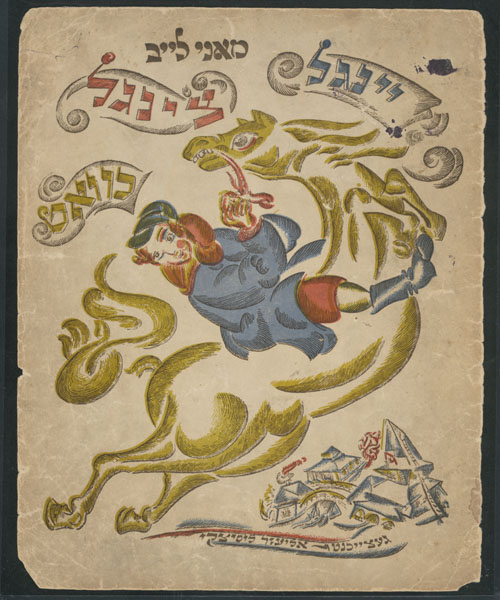
Обкладинка книги «Інгл-цингл-хват», вид. Yidisher Folksfarlag, Київ/С.Петербург 1918/1919

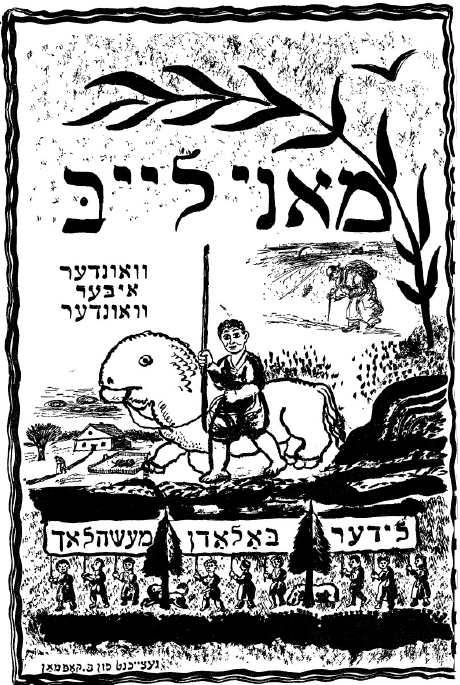

Вірші відрізняються романтичною піднесеністю, тонким ліризмом, музикальністю, ємністю слова, часто забарвлені тонким гумором. Він звертався до казок, легенд, народних пісень, багато писав для дітей. Його поетична мова одночасно вишукана і проста. У баладах широко використовував народні легенди й перекази. Популярність творчості Мані Лейба продовжувала зростати і після його кончини.
У 1955 році вийшов двотомник «Лідер ун баладн» («Вірші і балади», Нью-Йорк), а в 1963 році в Тель-Авіві — збірка під тією ж назвою з паралельним перекладом на іврит Ш. Мельцера і з передмовою І . Мангера — друга і однодумця Мані Лейба.
Широко відома казка Мані Лейба у віршах «Інгл-цінгл-хват», неодноразово перевидавалася в СРСР, Польщі, США; його вірш «Лід фун бройт» («Пісня про хліб»), покладений на музику Ю. Енгелем, досі дуже популярний у репертуарі єврейських шкіл. На музику покладено і багато інші вірші поета. Мані Лейб перевів на їдиш вірші ряду російських поетів.
Блискуче перекладав вірші С. Єсеніна своєю рідною мовою. Перекладав також інших російських поетів.
Перша публікація в Україні про життя і творчість Мані Лейба з'явилася 2001 року у науковому збірнику «Євреї в Ніжині», зініційованому професором Олександром Астаф'євим і виданому Центром гуманітарної співпраці з українською діаспорою тодішнього НДПУ імені Миколи Гоголя за підтримки Чернігівської обласної єврейської общини, юдейської релігійної громади Ніжина та Ніжинського міського товариства української мови імені Тараса Шевченка «Просвіта».

## Критика
Сергій Єсенін про Мані Лейб:
У них (євреїв) є свої поети, свої прозаїки і свої театри. Від імені їх літератури ми маємо кілька імен світової величини. У поезії зараз на світовий ринок висувається з вельми великим талантом Мані-Лейб.
Мані-Лейб — уродженець Чернігівської губ. Росію він залишив років 20 тому. Зараз йому 38. Він тяжко пробивав собі дорогу в житті шевським ремеслом і лише в останні роки отримав можливість існувати на оплату за своє мистецтво.
Перекладами на жаргон він ознайомив американських євреїв з російською поезією від Пушкіна до наших днів і ретельно висуває молодих жаргоністов з досить гарними талантами від періоду Гофштейна до Маркиша. Тут є стрижні і є культура.
Валерій Димшиц:
 У вірші «Ніжин» Мані Лейб створив виразну картину цього «втраченого раю», осяяного світлом «вічного дитинства». Його вірш, при уявній простоті, потребує коментаря, оскільки метою автора є конструювання хронотопу єврейської «античності». А ознакою «класичного» тексту є в свою чергу те, що його важко уявити опублікованими без коментаря.

Очевидно, першим рівнем коментаря до цього суто автобіографічного тексту слід вважати відомості про автора вірша і про його рідному місті Ніжині.
Мані Лейб — центральна постать серед поетів першої американської модерністської групи «Ді Юнге» («Молоді»). Ця група була створена в Нью-Йорку в 1909 рік початківцями прозаїками і поетами, в основному недавніми емігрантами з Російської імперії. До її появи в єврейській американській літературі панували соціальні мотиви. «Молоді» вперше проголосили пріоритет естетичних завдань. З них, і в першу чергу з Мані Лейба, починається історія нової поезії на їдиші. Звичайно, участь у літературній групі — доля молодих літераторів. У міру дорослішання для Мані Лейба, як і для інших членів «Ді Юнге», рамки групи стали вузькі. Творчий почерк Мані Лейба неодноразово змінювався протягом його довгого життя. Незмінним залишалося лише прагнення до краси, до гармонії, недарма Іцик Мангер назвав Мані Лейба «Йосипом Прекрасним єврейської поезії».
Мані Лейб — найбільш «російський» з американських єврейських поетів. Його перші поетичні спроби створені під впливом російських символістів. Надалі на нього вплинув Єсенін. Єсенін подружився з Мані Лейб під час свого перебування в Нью-Йорку. Пам'яті Єсеніна Мані Лейб присвятив поему «Пісні Єсеніна», перекладав його вірші на їдиш. Взагалі, Мані Лейб багато займався художнім перекладом з російської, а також з української.

Вірш «Ніжин» написано на початку 1930-х років. і відноситься до «імажістського» періоду творчості Мані Лейба. Для його творчості цього часу характерна пейзажна лірика, в якій панує ідилічний тон. Таким же простором ідилії постає і Ніжин. 

## Твори
- Мані Лейб. Інгл-Цінгл-Хват: Поема, переклад з їдиш М.Яснова; Художник Ель Лисицький. М .: «Гешарим» — «Мости культури», 2004. — 24 с .: ил. — (Шедеври дитячої єврейської книги). 2000 екз. (п) ISBN 5-93273-178-8